# Figlie di Maria, Madre della Chiesa (Madrid)
Le Figlie di Maria, Madre della Chiesa (in spagnolo Hijas de María Madre de la Iglesia; sigla F.M.M.E.), sono un istituto religioso femminile di diritto pontificio.

## Storia
La congregazione (detta in origine delle "Amanti di Gesù, figlie di Maria Immacolata") venne fondata a Béjar, in diocesi di Plasencia, il 19 marzo 1875 da Matilde Téllez Robles (1841-1902).
L'istituto ricevette il pontificio decreto di lode il 12 maggio 1930 e le sue costituzioni vennero approvate definitivamente dalla Santa Sede il 6 maggio 1941.
La fondatrice (in religione madre Matilde del Sacro Cuore) è stata beatificata da papa Giovanni Paolo II nel 2004.

## Attività e diffusione
Le Figlie di Maria Madre della Chiesa si dedicano principalmente all'istruzione e all'educazione cristiana della gioventù e all'assistenza domiciliare agli ammalati: la loro spiritualità è incentrata sul culto del Sacro Cuore di Gesù e di Maria Immacolata.
Sono presenti in Europa (Italia, Portogallo, Spagna) e America (Colombia, Messico, Perù, Venezuela): la sede generalizia è a Madrid.
Alla fine del 2015 l'istituto contava 174 religiose in 35 case.